# Beznica (roman)
Beznica (v izvirniku francosko L'Assommoir) je eksperimentalni roman, ki ga je napisal francoski pisatelj Émile Zola leta 1877. Je sedmi po vrsti v sklopu cikla Rougon-Macquartovih. Glavna književna oseba v tem romanu je Gervaise. Beznica je eno najpomembnejših Zolajevih del.

## O naslovu
Avtor je veliko razmišljal o naslovu in koncu izbral večpomenski samostalnik L'Assommoir. Beseda izvira iz glagola »assommer«, ki je nekdaj pomenil »ubiti«, »omamiti« ali »opijaniti«. Samostalnik L'Assommoir pa je pomenil gorjačo (torej nekaj, kar ubija). Prav zaradi tega se je v starejših slovenskih spisih naslov nepravilno prevajal kot »ubijač«. Zolajev naslov govori o kraju, kjer se omamlja z alkoholom, torej krčmo, beznico, a hkrati ta beseda pomeni tudi past, ki ubija živali. Krčma je v resnici smrtonosna past za zapite delavce. Zaradi večpomenskega naslova ga novejši (na primer angleški) prevajalci ne prevajajo in ga puščajo v francoskem originalu.

## Ozadje romana
Do tedaj, ko je Zola napisal Beznico, še ni doživel večjih uspehov, čeprav je že sedem let objavljal cikel Rougon-Macquartovih. 7. januarja 1877 pa je v reviji La Republik De Letree objavil zadnji del Beznice, ki je sedmi roman iz tega cikla. V prvih romanih tega cikla se je ukvarjal zlasti z življenjem meščanstva, aristokracije in duhovščine. Med nižje sloje je segel le z romanom Trebuh Pariza, ki prikazuje življenje na pariški tržnici. Pravi uspeh pa je doživel prav z romanom katerega dogajanje poteka med pariškimi delavci, to je Beznica. Revščino je spoznaval v družini svojega strica Adolpha in njegove žene, hkrati pa je preučeval razmere v predmestjih. Velik vpliv na mladega Zolaja je imel tudi roman Germini Laserto, ki sta ga napisala francoska naturalista brata Goncourt.

## Slog
Že sam naslov L'Assommoir, nakazuje na slog celotnega dela, saj je beseda prevzeta iz delavskega okolja. Zola je hkrati z revnimi predmestji preučeval tudi njihov jezik - delavski argo, s tem je dosegel pristnost pogovorov. V knjigi zato najdemo veliko pogovornih, slabšalnih, vulgarnih besed. S tem je popolnoma zvest naturalizmu, saj zelo natančno opisuje stvarnost takšno, kakršna je.

## Vsebina

### Doba
Roman se prične maja 1850, torej v obdobju druge francoske republike, večina romana pa se dogaja v obdobju drugega cesarstva, saj Napoleon III., nečak Napoleona I., izvede državni udar in se okrona za cesarja. V tem času je Francija doživela velik gospodarski razcvet, hkrati pa se je povečalo tudi število delavcev, ki so živeli v slabih razmerah. Čeprav je Zola zapisal, da je Beznica predvsem delo o navadah ljudstva in ne politični roman, se pojavlja v drugem planu tudi politika. Osebe v romanu so večinoma republikanci, le mestni stražnik je privrženec cesarja.

### Okolje
Zola je natančno preučil pariško predmestje, v katerem se gibljejo liki. Pri Zolaju imajo pomembno vlogo opisi okolja, saj okolje determinira in dopolnjuje človeka. Dogajanje zgodbe večinoma poteka na Ulici zlate kapljice (Rue de la Goutte d'Or), ki še danes obstaja. Tam je bila v 19. stoletju pralnica, prebivalci pa so bili pretežno delavci bližnjih tovarn. Predmestje je bilo dom umazanije, zanemarjenosti in kužnosti. Skozi opise spoznamo ulični smrad, umazana stopnišča ter sive zidove. V primerjavi z delavskimi bivališči pa je bila beznica pravo razkošje. Predmestje do današnjih dni ni bilo deležno temeljite obnove, večina sedanjih prebivalcev je afriškega rodu.

### Gervaisin rod
Gervaise se rodi v rodbini Macquartovih. Za to vejo je značilno, da se v njej rodijo posamezniki, ki se jim nikakor ne uspe dvigniti iz družbenega dna. Takšen je Antoine Macquart, oče Gervaise, ki je sam po očetu podedoval nagnjenje k potepuštvu in pijančevanju ter grobo vedenje, po materi pa egoizem. Izuči se za pletarja in posluje neuspešno in nezakonito. Poroči se z Josephine Gavaudan – Fine, ki jo imajo za možačo. Je zelo delavna, za konec tedna, ko rada pogleda v kozarec, pa se z možem prepira in pretepa. Živita v kraju Plassans v Provansi. Kot drugi otrok se jima rodi Gervaise. Bila je šepasta že od rojstva, saj je bila spočeta v pijanosti. Gervaise je bila bleda in slabotna, zato ji je mati dajala janževca, češ da se mora okrepiti. Ubožica pa se je še bolj posušila. Bila je veliko in vitko dekle. Na pohabljenem telesu je imela ljubko glavo. Njena pohabljenost je bila malone privlačna. Gervaise kmalu spozna Augusta Lantiera, rodita se jima dva sinova, kmalu skupaj odideta v Pariz.

### Zgradba
Zgradba romana ima izrazito obliko piramide. Gervaise se le počasi vzpenja. V prvih treh poglavjih se sooča s sovražnim Parizom, spozna bodočega moža in se poroči. V četrtem si ustvari družino, v petem pa najame lokal in se uveljavi tudi poklicno. Vrh doseže ob praznovanju svojega godu v sedmem poglavju. V osmem se začenja njen propad vse do dvanajstega poglavja, ko doseže dno v obliki prostitucije.

## Interpretacija

### Pripovedovalec
V času nastajanja Beznice se je v literaturi izoblikoval personalni pripovedovalec. Njegovo gledišče je postavljeno v posamezno zavest, zato posreduje vsebine subjektivne resničnosti. V našem primeru je to Gervaise. V romanu pa je občasno uporabljen tudi avktorialni pripovedovalec, ki bralca razlaga določene okoliščine.

### Motivi
Zelo pomemben motiv v romanu je alkoholizem, na kar opozarja že naslov. Zola se oprijema znanstvenih študij iz tistega časa, ki obravnavajo alkoholizem. Te so menile, da je mogoče alkoholizem povezati zlasti s selitvijo iz podeželja v velemesta. Saj se pri priseljencih porodijo nekatere umetne potrebe, zato zanemarjajo realnost. Proti depresiji se borijo z alkoholom, kar pa lahko vodi do razkroja. Gervaise je tragična junakinja, saj brez posebne lastne krivde podleže alkoholu, ker ima to v rodu in ker jo okolje potepta.
Skozi celo knjigo je predstavljena tudi revščina, popolnoma razgaljena, tako bedna, kot je le lahko in resnična. Pisatelj je šel pri tem do konca. Opisoval je revščino, ki se je proti koncu vedno bolj stopnjevala in ni pozabil omeniti tega, kako je Gervaise vsa blatna in mokra čistila tla svoji nekdanji prijateljici Virginiji za ubog drobiž (ponižanje), kako je brskala po smeteh, kako je jedla, česar nihče drug ne bi dal v usta, kako je za košček kruha prosila moževe sorodnike, s katerimi so si bili najbolj v laseh (ponižanje) in nazadnje brez obotavljanja sestradana, prezebla in ubogo oblečena stopila na cesto ter postala prostitutka, tako kot njena hči Nana. Tako se je tudi Gervaise popolnoma spremenila in iz dneva v dan samo še stremela za tem, kje bi lahko dobila kaj za pod zob ali pa kar pijačo, ki jo je vsaj malo potolažila, če je bilo to sploh še mogoče.
V romanu je motiv tudi spolnost. In seveda odnos v zakonu, zakonski stan. Dobra Gervaise se ne more upreti Lantieru, ko jo zapelje, čeprav je bila nekako prepričana, da z moškim, ki jo je prevaral in zapustil, noče imeti več opravka. Tako je zdaj sama začela varati moža. Tako nastane zanimiv ljubezenski trikotnik.

## Književne osebe

### Gervaise
Gervaise je zapletena v ljubezenski štirikotnik med možem Coupeaujem, ljubimcem Lantierom in občudovalcem Goujetom. Njena osebnost je razdeljena na 3 ravni. Medtem ko njeno najnižjo plast predstavlja Lantier, ki v njej zbuja podedovane nagone, pa srednjo pooseblja Coupeau, s katerim bi lahko, če se ne bi ponesrečil, dosegla svoje ideale. Z navišjo plastjo je povezan Goujet, ki jo opominja na vrednote. Skladno s Freudom bi lahko rekli, da je ljubimec njen id, mož ego, Goujot pa superego.

### August Lantier
August Lantier je Gervaise zapeljal že pri štirinajstih letih. Lantier je torej parazit, ki mu Gervaise ne more pobegniti, hkrati pa prav z njim podoživlja ponižanja, ki jih je bila deležna pri svojem očetu. Lantier je nasprotnik monarhije, saj se norčuje iz cesarja. V bistvu je človek, ki mu ni do dela in z veseljem živi na račun drugih.

### Coupeau
Coupeau velja za abstinenta, po beznicah ga kličejo bratec Ribezelj, ker namesto alkohola naroča ribezov sok. Vse se spremeni, ko Coupeau nekega dne pade s strehe, ker ga pokliče hčerka Nana. Po ozdravitvi se mož vse bolj opijanja in zapravlja plačo za plačo. Počasi se odtujuje tudi ženi. Naposled se mu zaradi pijače začne blesti. Coupeau prav tako izvira iz rodu pijancev, kar pomeni, da alkoholizmu ni mogel pobegniti.

### Kovač Goujet
Sosed, kovač Goujet je pil zmerno. Gervaise se kmalu spoprijatelji s sosedom, ki ji posodi denar za lokal. Goujet je zaljubljen v perico, ona pa le zardeva. Goujet je edini, ki Gervaise ponudi rešitev, saj ji predlaga skupen beg v Belgijo. Gervaise ga zavrne, češ da se to dogaja samo v romanih in v boljši družbi. Po naključju Goujet sreča Gervaise, ko zaradi lakote skuša prodati svoje telo. Tudi zdaj zavrne svojega platoničnega ljubimca, ki ji še zadnjič ponudi rešitev. Če je Lantier njen hudič, je Goujut njen angel varuh.

### Nana
Edina Gervaisina in Coupeaujeva hči, je pravzaprav stranska oseba, čeprav ji je v celoti posvečeno eno od poglavij romana. Že pri šestih letih je sprijenka, saj otipava vrstnike ter krade po okoliških delavnicah. Kmalu se v njej prebudi zanimanje za spolnost. Radovednost ji podžiga opazovanje matere, kako se poljublja z Lantierom. Nato postane delavka v tovarni umetnega cvetja.
Oče Coupeau je izrazito slab vzgojitelj, saj hčerko ponižuje z ostudnimi obtožbami in jo pretepa. Ko se tudi mati vda alkoholu, Nana pobegne od doma. Beznica je nekakšen uvod romana Nana, v katerem smo priča vzponu naslovne junakinje po družbeni lestvici. Pri Nani se dedna obremenjenost spremeni v živčno razrvanost, ki spodbuja spolno razbrzdanost. Je femme fatale, usodna ženska, ki uničuje svoje moške. Nana je torej nezavedno maščevalka svoje matere Gervaise, ki so jo izrabljali moški, hkrati pa je uničevalka razreda, ki pušča njenega v bedi in lakoti.

### Virginija
Nesporno je osrednja Gervaisina nasprotnica Virginija. Dekleti se na začetku romana celo stepeta, proti koncu pa se Virginija začne zanimati za njen lokal. Gervaise se zaveda, da Virginija z njo nikoli ni iskrena - lokal jo je zamikal samo zato, da bi jo ponižala, pri tem pa sodeluje tudi Lantier, ki zaradi bede pri Coupeaujevih išče novo brezdelno gnezdo. Gervaise je prepričana, da se je Virginija zapletla z njenim ljubimcem samo zato, da bi jo dražila. Pozneje novopečena trgovka nekdanjo perico Gervaise celo izrabi za pomivanje posode po Lantierovi gostiji za prijatelje.

### Gospa Lorilleux
Gervaise nič kaj bolj naklonjen lik je njena pohlepna in skopuška svakinja, žena zlatarja Lorilleuxa. Moževa sestra vsako dejanje mlade žene oceni negativno. Največjo nevoščljivost je Gervaise zbudila z novim lokalom. Svakinja zavrne Gervaisino človekoljubno ponudbo, da bi skrbela za taščo, če bi tudi Lorilleuxova prispevala svoj delež. Na praznovanju godu se zakoncema Lorilleux tako povesi nos, da drugi povabljenci sprašujejo ali sta bolna. Ko mamka Coupeau slednjič umre, gospa Lorilleux zavrne svoj delež za pogrebne stroške, materi ne privošči niti venca, zahteva pa mamino perilo in krilo. Gospa Lorilleux kar žari, ko Gervaise izgubi lokal. Ko pa Gervaise lakota prisili k beračenju in svakinjo prosi za smešno majhno vsoto denarja, ji ta pokaže vrata.

### Pleskar Bru
Gervaise je še posebej pozorna do sedemdesetletnega pleskarja Bruja, ki na starost trpi zaradi lakote in osamljenosti. Povabi ga celo na praznovanje svojega godu. Ko zaradi onemoglosti ne zapušča več svojega bivališča, mu Gervaise priskrbi kakšno skorjico. Bruja sreča, ko se skuša prostituirati; pleskar je postal berač, ona, perica, pa pocestnica. Po njegovi smrti ji prepustijo njegov brlog.

### Lalija Bijard
Pretresljiva je zlasti njena soseda Lalija Bijard, ki je še sama otrok, a mora skrbeti za svojega bratca in sestrico, saj je pijani oče pokončal njihovo mater, zdaj pa se spravlja še na prvorojenko. Čeprav jo sadistično muči, hčerka očeta opravičuje, češ da ne bi bil slab, če ne bi pil. Nekoč, ko jo skuša oče prebičati, posreduje Gervaise. Kadar koli pomisli na trpečo Lalijo, si ne upa več tožiti zaradi svoje usode. Lalija je tudi prva, ki s črnim pogledom obsodi Gervaise, ko to premami alkohol. Lalija komaj štirinajstletna umre zaradi prehudih ran, ki jih je povzročil oče.

### Pogrebec Bazouge
Pogrebec Bazouge simbolizira smrt. Pojavi se ob smrti matere Coupeau. Krsto prinese, misleč, da je umrla Gervaise. Po preselitvi v novo stanovanje postane perica pogrebčeva soseda. Vsak šum, ki prihaja iz njegovega domovanja, jo spominja na pogreb. Prav stik z Bazougeom v Gervaise vzbudi posebno željo po smrti, namesto, da bi storila samomor, začne trkati na pogrebčeva vrata. Na koncu pa ga celo roti, naj jo spravi spat.

## Odmevi na roman
Odzivi na Beznico so bili zelo različni. Časopis La Bien public je moral zaradi protestov prenehati z objavljanjem romana. Kritiki so pozneje branje romana primerjali s hudo prebavno motnjo, menili so, da Beznico pripada bolj patologiji kot književnosti. Zavrnila sta jo klasik socialnega romana Victor Hugo ter veliki realist Gustave Flaubert, ugodno pa so ga sprejeli Zolajevi somišljeniki (npr. Guy de Maupassant), ter presentljivo simbolist Mallarmé. Doživela je nešteto dramskih uprizoritev in po njej so posneli veliko filmov. Že v prvi polovici 20. stol. so samo v Franciji ustvarili 5 ekranizacij Beznice. Po motivih romana je leta 1956 posnel film Gervaise tudi režiser Rene Clement z Mario Schell v naslovni vlogi. Film je prejel več beneških levov, sicer pa je uspešno povzel ključne trenutke.

## Odmevi na Slovenskem
Prvič je bila Beznica na Slovenskem omenjena leta 1878 v nemškem časopisu Laibacher Zeitung, torej že leto po izidu. Sedem let pozneje je sodbo o Zolaju podal tudi Josip Stritar. Zavrnil je Zolajevo trditev, da slika ljudi, kakršni so v resnici. Po njegovem mnenju pisatelj v svojih romanih opisuje zgolj lopovstvo in nesnago. Hkrati pa je pohvalil njegov opis pralnice v Beznici, češ da je tu Zola tako velik, da se z njim nihče ne more kosati. Dramatizacijo Beznice, sicer z neustreunim naslovom Ubijač, pa so na Slovenskem prvič uprizorili leta 1912 v Ljubljani ob III. Protialkoholnem kongresu. Beznica je imela tudi velik vpliv na izvirno slovensko književnost. Izrazito je vplivala na roman Frana Govekarja V krvi, kjer najdemo lik podoben Gervaise, in sicer Urško Vrhnik.
Mogoče pa je najti vzporednice tudi pri Ivanu Cankarju, predvsem v romanih Na Klancu in Hiša Marije Pomočnice.